# Munro S. Edmonson
Munro Sterling Edmonson (nacido el 18 de mayo de 1924 – fallecido el 15 de febrero de 2002) fue un lingüista y antropólogo estadounidense reconocido por sus contribuciones al estudio de los idiomas de Mesoamérica y para preservar el patrimonio cultural mesoamericano. En el momento de su muerte, en 2002,  Edmonson era profesor (emeritus) de antropología en la Universidad de Tulane, Nueva Orleans, Luisiana.

## Datos biográficos
Edmonson publicó en 1971 una edición del Popol Vuh titulada El libro de los consejos: El Popol Vuh de los Maya Quiché de Guatemala realizada por el Middle American Research Institute (MARI) de la Universidad de Tulane en Nueva Orleans. Esta edición fue tal vez la primera en expresar la teoría de que existen múltiples manuscritos del Popol Vuh.
En febrero de 2002 Edmonson murió en Nueva Orleans a la edad de 77 años, de una enfermedad incurable de la sangre.